# Miłość Parysa i Heleny
Miłość Parysa i Heleny (fr. Les Amours de Pâris et d'Hélène) – obraz francuskiego malarza Jacques’a-Louis Davida.
Historia miłości Parysa i Heleny, a w konsekwencji wojny trojańskiej była opowiadana przez Homera, znalazła się w Metamorfozach Owidiusza oraz w jego innym dziele pt. Heroidy. O legendzie wspominały zapiski pochodzące z II w. p.n.e. oraz rzymski pisarz Hyginus w swoich Fabulae. Najczęstszym tematem było uprowadzenie Heleny lub sąd Parysa. David odszedł od tradycji i dwukrotnie namalował obrazy przedstawiające intymne spotkanie kochanków.

## Opis obrazu

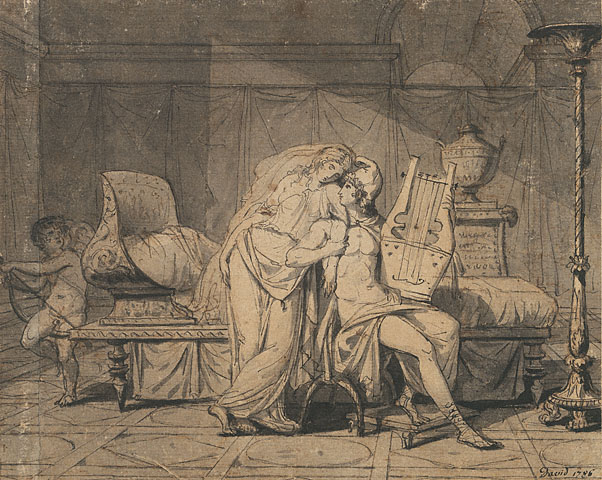
Parys i Helena wersja z 1788 roku

W wersji paryskiej David koncentruje się na ukazaniu kochanków w miłosnym uścisku. Siedzą oni na łożu, w sypialni utrzymanej w stylu klasycznym ze sprzętami charakterystycznymi dla starożytności. Parys jest nagi, na głowie ma frygijską czapkę, a w dłoni trzyma lirę. Instrument nawiązuje do „Lirnika” miana jakim Homer nazwał Parysa. Na lirze widoczny jest medalion ze sceną sądu Parysa; młodzieniec wręcza jabłko Afrodycie. Helena trzymana za rękę przez kochanka, stoi nad nim pochylona. Na jej twarzy rysuje się smutek wie, iż już niedługo ich miłość zakończy się tragicznie.
Sceneria w której David umieści kochanków została skopiowana z jednej ze sal paryskiego Luwru. W tle widać renesansowe kariatydy z sali Jean Goujon. Wokół łoża można rozpoznać kilka płaskorzeźb nawiązujących do legendy i miłości kochanków. Z lewej strony widać posąg Wenus Wstydliwej (Venus pudica), z prawej na cokole płaskorzeźba z wizerunkiem rodziców Heleny – Zeusa i Ledy. Z prawej strony widać dymiący trójnóg. Jest to kolejny szczegół świadczący o drobiazgowym potraktowaniu tematu przez Davida o którym również wspomina Homer.

## Wcześniejsza wersja
W 1786 roku David otrzymał zlecenie od ówczesnego hrabiego d’Artois, Karola X Burbona na wykonanie dzieła o tematyce miłosnej. Artysta pracował nad zleceniem dwa lata. Kompozycja postaci niewiele się różni od późniejszej wersji, jedynie tło i elementy wystroju komnaty są inne. David zrezygnował przede wszystkim z przedstawienia Amora i z wysokiej lampy. Dzieło, namalowane piórkiem znajduje się dziś w zbiorach J. Paul Getty Museum.